# Promozione Piemonte-Valle d'Aosta 1983-1984
Nella stagione 1983-1984 la Promozione era il sesto livello del calcio italiano (il massimo livello regionale). Qui vi sono le statistiche relative al campionato in Piemonte e in Valle d'Aosta gestito dal Comitato Regionale Piemonte-Valle d'Aosta.
Il campionato è strutturato in vari gironi all'italiana su base regionale, gestiti dai Comitati Regionali di competenza. Promozioni alla categoria superiore e retrocessioni in quella inferiore non erano sempre omogenee; erano quantificate all'inizio del campionato dal Comitato Regionale secondo le direttive stabilite dalla Lega Nazionale Dilettanti, ma flessibili, in relazione al numero delle società retrocesse dal Campionato Interregionale e perciò, a seconda delle varie situazioni regionali, la fine del campionato poteva avere degli spareggi sia di promozione che di retrocessione.

## Girone A

### Squadre partecipanti
| Squadra                  | Città (provincia)             |
| ------------------------ | ----------------------------- |
| A.S. Arona               | Arona (NO)                    |
| A.S. Borgosesia          | Borgosesia (VC)               |
| A.C. Castellettese       | Castelletto sopra Ticino (NO) |
| A.S. Cossatese           | Cossato (VC)                  |
| F.C. Gattinara           | Gattinara (VC)                |
| A.C. Gozzano             | Gozzano (NO)                  |
| U.S.I. Grignasco         | Grignasco (NO)                |
| Indy Gravellona Calcio   | Gravellona Toce (NO)          |
| G.S. Iris Borgoticino    | Borgo Ticino (NO)             |
| U.S. Juventus Domo       | Domodossola (NO)              |
| A.C. Oleggio Sportiva    | Oleggio (NO)                  |
| S.C. Pro Candelo         | Candelo (VC)                  |
| A.C. Romagnano           | Romagnano Sesia (NO)          |
| Stresa Sportiva          | Stresa (NO)                   |
| A.S. Verbania            | Verbania (NO)                 |
| A.S. Virtus Villadossola | Villadossola (NO)             |

### Classifica finale
|  | Pos. | Squadra             | Pt  | G   | V   | N   | P   | GF  | GS  | DR  |
|  | ---- | ------------------- | --- | --- | --- | --- | --- | --- | --- | --- |
|  | 1.   | Iris Borgoticino    | 45  | 30  | 19  | 7   | 4   | 49  | 12  | +37 |
|  | 2.   | Grignasco           | 43  | 30  | 16  | 11  | 3   | 43  | 15  | +28 |
|  | 3.   | Borgosesia          | 38  | 30  | 14  | 10  | 6   | 45  | 20  | +25 |
|  | 3.   | Verbania            | 38  | 30  | 16  | 6   | 8   | 38  | 26  | +12 |
|  | 5.   | Juventus Domo       | 34  | 30  | 13  | 8   | 9   | 30  | 24  | +6  |
|  | 6.   | Oleggio             | 31  | 30  | 10  | 11  | 9   | 28  | 27  | +1  |
|  | 7.   | Cossatese           | 30  | 30  | 7   | 16  | 7   | 33  | 37  | -4  |
|  | 8.   | Gattinara           | 28  | 30  | 8   | 12  | 10  | 27  | 31  | -4  |
|  | 8.   | Indy Gravellona     | 28  | 30  | 11  | 6   | 13  | 39  | 43  | -4  |
|  | 10.  | Castellettese       | 26  | 30  | 7   | 12  | 11  | 22  | 27  | -5  |
|  | 11.  | Virtus Villadossola | 25  | 30  | 7   | 11  | 12  | 30  | 41  | -11 |
|  | 11.  | Gozzano             | 25  | 30  | 8   | 9   | 13  | 29  | 43  | -14 |
|  | 11.  | Arona               | 25  | 30  | 5   | 15  | 10  | 19  | 35  | -16 |
|  | 14.  | Stresa              | 24  | 30  | 6   | 12  | 12  | 28  | 38  | -10 |
|  | 15.  | Pro Candelo         | 24  | 30  | 7   | 10  | 13  | 23  | 40  | -17 |
|  | 16.  | Romagnano           | 16  | 30  | 6   | 4   | 20  | 25  | 49  | -24 |
|  |      |                     | 480 | 480 | 160 | 160 | 160 | 508 | 508 | 0   |

- La Pro Candelo retrocede in Prima Categoria a causa della peggiore differenza reti negli scontri diretti con lo Stresa.

## Girone B

### Squadre partecipanti
| Squadra                      | Città (provincia)     |
| ---------------------------- | --------------------- |
| U.S. Arec Cafasse            | Cafasse (TO)          |
| A.S. Bacigalupo San Maurizio | Torino                |
| U.S. Bollengo                | Bollengo (TO)         |
| U.S. Borgo Uriola Rivoli     | Rivoli (TO)           |
| U.S. Caselle                 | Caselle Torinese (TO) |
| A.C. Chieri                  | Chieri (TO)           |
| S.P. Corsica Beinasco        | Beinasco (TO)         |
| U.S. Crescentinese           | Crescentino (VC)      |
| C.S. Maros Saint Vincent     | Saint-Vincent         |
| A.C. Mathi                   | Mathi (TO)            |
| U.S. Meroni Cascine Vica     | Rivoli (TO)           |
| G.S. Pertusa Millefonti      | Torino                |
| G.S. Seo Borgaro Monterosa   | Borgaro Torinese (TO) |
| A.C. Trino                   | Trino (VC)            |
| U.S. Verolengo               | Verolengo (TO)        |

### Classifica finale
|  | Pos. | Squadra                 | Pt  | G   | V   | N   | P   | GF  | GS  | DR  |
|  | ---- | ----------------------- | --- | --- | --- | --- | --- | --- | --- | --- |
|  | 1.   | Mathi                   | 40  | 28  | 16  | 8   | 4   | 38  | 15  | +23 |
|  | 2.   | Maros Saint Vincent     | 39  | 28  | 15  | 9   | 4   | 35  | 18  | +17 |
|  | 2.   | Crescentinese           | 39  | 28  | 15  | 9   | 4   | 38  | 24  | +14 |
|  | 4.   | Borgo Uriola Rivoli     | 33  | 28  | 13  | 7   | 8   | 31  | 27  | +4  |
|  | 5.   | Seo Borgaro Monterosa   | 31  | 28  | 11  | 9   | 8   | 31  | 24  | +7  |
|  | 6.   | Meroni Cascine Vica     | 30  | 28  | 10  | 10  | 8   | 34  | 37  | -3  |
|  | 7.   | Chieri                  | 29  | 28  | 11  | 7   | 10  | 38  | 28  | +10 |
|  | 8.   | Trino                   | 28  | 28  | 8   | 12  | 8   | 38  | 30  | +8  |
|  | 9.   | Bollengo                | 26  | 28  | 9   | 8   | 11  | 42  | 50  | -8  |
|  | 10.  | Bacigalupo San Maurizio | 25  | 28  | 8   | 9   | 11  | 38  | 37  | +1  |
|  | 11.  | Arec Cafasse            | 23  | 28  | 8   | 7   | 13  | 33  | 38  | -5  |
|  | 12.  | Caselle                 | 22  | 28  | 5   | 12  | 11  | 25  | 35  | -10 |
|  | 12.  | Corsica Beinasco        | 22  | 28  | 8   | 6   | 14  | 30  | 44  | -14 |
|  | 14.  | Pertusa Millefonti      | 21  | 28  | 6   | 9   | 13  | 23  | 39  | -16 |
|  | 15.  | Verolengo               | 12  | 28  | 1   | 10  | 17  | 26  | 54  | -28 |
|  |      |                         | 420 | 420 | 144 | 132 | 144 | 500 | 500 | 0   |

## Girone C

### Squadre partecipanti
| Squadra               | Città (provincia)        |
| --------------------- | ------------------------ |
| A.P. Albese 1917      | Alba (CN)                |
| Audace Club Boschese  | Bosco Marengo (AL)       |
| A.C. Bra              | Bra (CN)                 |
| Pol. Busca            | Cuneo                    |
| U.S. Carassonese      | Mondovì (CN)             |
| U.S. Carmagnolese     | Carmagnola (TO)          |
| Cherasco              | Cherasco (CN)            |
| U.S. Farigliano       | Farigliano (CN)          |
| U.S. Fossanese Calcio | Fossano (CN)             |
| U.S. Novese           | Novi Ligure (AL)         |
| U.S. Quattordio       | Quattordio (AL)          |
| U.S. San Carlo        | Borgo San Martino (AL)   |
| U.S. Saviglianese     | Savigliano (CN)          |
| S.P. Sommarivese      | Sommariva del Bosco (CN) |
| G.S. Valeo            | Mondovì (CN)             |
| U.S. Valenzana        | Valenza (AL)             |

### Classifica finale
|  | Pos. | Squadra                   | Pt  | G   | V   | N   | P   | GF  | GS  | DR  |
|  | ---- | ------------------------- | --- | --- | --- | --- | --- | --- | --- | --- |
|  | 1.   | Albese                    | 46  | 30  | 18  | 10  | 2   | 50  | 17  | +33 |
|  | 2.   | Valenzana                 | 45  | 30  | 18  | 9   | 3   | 55  | 20  | +35 |
|  | 3.   | Saviglianese              | 42  | 30  | 17  | 8   | 5   | 49  | 29  | +20 |
|  | 4.   | Bra                       | 40  | 30  | 15  | 10  | 5   | 47  | 23  | +24 |
|  | 5.   | Novese                    | 39  | 30  | 13  | 13  | 4   | 40  | 19  | +21 |
|  | 6.   | Carmagnolese              | 32  | 30  | 11  | 10  | 9   | 41  | 32  | +9  |
|  | 7.   | Valeo Mondovì             | 29  | 30  | 9   | 11  | 10  | 25  | 26  | -1  |
|  | 8.   | Quattordio                | 27  | 30  | 10  | 7   | 13  | 31  | 46  | -15 |
|  | 9.   | Fossanese                 | 24  | 30  | 8   | 8   | 14  | 29  | 34  | -5  |
|  | 9.   | Farigliano                | 24  | 30  | 7   | 10  | 13  | 27  | 38  | -11 |
|  | 9.   | Sommarivese               | 24  | 30  | 8   | 8   | 14  | 29  | 42  | -13 |
|  | 9.   | Audace Club Boschese      | 24  | 30  | 7   | 10  | 13  | 28  | 43  | -15 |
|  | 9.   | S.Carlo Borgo San Martino | 24  | 30  | 8   | 8   | 14  | 35  | 53  | -18 |
|  | 14.  | Carassonese               | 23  | 30  | 7   | 9   | 14  | 24  | 33  | -9  |
|  | 15.  | Busca                     | 23  | 30  | 4   | 15  | 11  | 28  | 40  | -12 |
|  | 16.  | Cheraschese               | 14  | 30  | 5   | 4   | 21  | 23  | 66  | -43 |
|  |      |                           | 480 | 480 | 165 | 150 | 165 | 561 | 561 | 0   |

- Il Busca retrocede in Prima Categoria a causa della peggiore differenza reti negli scontri diretti con la Carassonese.

### Spareggi promozione
Spareggi per la promozione al Campionato Interregionale (2 sole promosse):

## Spareggi promozione
|                  | Spareggi |                  | Città e data             |  |
| ---------------- | -------- | ---------------- | ------------------------ |  |
| Albese           | 1-1      | Iris Borgoticino | Vercelli, 3 giugno 1984  |  |
| Albese           | 1-0      | Mathi            | Vercelli, 6 giugno 1984  |  |
| Iris Borgoticino | 3-2      | Mathi            | Vercelli, 10 giugno 1984 |  |
|                  |          |                  |                          |  |

### Classifica finale
|  | Pos. | Squadra          | Pt | G | V | N | P | GF | GS | DR |
|  | ---- | ---------------- | -- | - | - | - | - | -- | -- | -- |
|  | 1.   | Iris Borgoticino | 3  | 2 | 1 | 1 | 0 | 4  | 3  | +1 |
|  | 2.   | Albese           | 3  | 2 | 1 | 1 | 0 | 2  | 1  | +1 |
|  | 3.   | Mathi            | 0  | 2 | 0 | 0 | 2 | 2  | 4  | -2 |

Verdetto:
- Iris Borgoticino e Albese sono promosse al campionato Interregionale 1984-1985. Il Mathi disputa la Promozione 1984-1985.